# 1745.
◄ | 17. stoljeće | 18. stoljeće | 19. stoljeće | ►
◄ | 1710-ih | 1720-ih | 1730-ih | 1740-ih | 1750-ih | 1760-ih | 1770-ih | ►
◄◄ | ◄ | 1742. | 1743. | 1744. | 1745. | 1746. | 1747. | 1748. | ► | ►►
Arhitektura • Astronomija • Biologija • Glazba • Kazalište • Kemija • Kiparstvo • Knjige • Književnost • Kršćanstvo • Medicina • Politika • Pravo • Promet • Slikarstvo • Znanost

## Događaji
- Marija Terezija obnavlja hrvatske županije
- 1. srpnja – Marija Terezija raspustila Vojnu krajinu.[1]

## Rođenja
- 19. kolovoza – Johan Gahn, švedski kemičar i otkrivač mangana († 1818.)

## Smrti
- 18. ožujka – Robert Walpole, britanski državnik (* 1676.)
- 19. listopada – Jonathan Swift, engleski književnik (* 1667.)

## Vanjske poveznice
|  | Zajednički poslužitelj ima još gradiva o temi 1745. |